# Hermann Sudermann
Hermann Sudermann (Matzicken, Kelet-Poroszország, (ma Mažeikiai, Litvánia) 1857. szeptember 30. – Berlin, 1928. november 21.) német író és drámaíró.

## Életrajza
Johann Sudermann és Dorothea Raabe fiaként született. Egy ideig az elbingi gimnáziumba járt, azután egy rövid ideig gyógyszerészetet tanult, 1872-ben azonban a tilsiti reálgimnázium növendéke lett, 1875-79-ben pedig Königsbergben és Berlinben történelmet, modern filológiát és irodalmat tanult. Irodalmi hajlandósága már korán ébredt és mint fiatalember bekerült egy kis néplapnak a szerkesztőségébe. 1881-től a Liberalen Korrespondenz munkatársa lett, majd a Das deutsche Reichsblatt főszerkesztője. Rövid ideig újságíróskodott, majd házitanítói állást vállalt egy német költőnek, Hans von Hopfennek a családjánál. Már ezidőtájt eljegyezte magát az irodalommal. Számos kisebb novellát írt, amelyekkel azonban nem tudta magára vonni az irodalmi körök és a közönség érdeklődését. Később drámaírással próbálkozott, de az első színpadi kísérletei sehol nem kerültek színre. Első sorsdöntő sikerét 1888-ban aratta, amikor színre került az Ehre (Becsület) című naturalista drámája, amely ügyesen bonyolított cselekményével, jól kiélezett színpadi jeleneteivel hangos sikert aratott. Nálunk Fái J. Béla átültetésében 1890. december 16-án került színre a Népszínházban, majd 1901. november 23-án a Nemzeti Színház is műsorába iktatta. 1891-ben házasságot kötött a megözvegyült Clara Lauckner (1861–1924) írónővel. 1894-től Drezdában élt, kizárólag az irodalomnak szentelte idejét. Sudermann többször járt Budapesten. Az első világháború alatt részt vett a német bajtársi szövetség margitszigeti találkozóján és több alkalommal tartott a fővárosban előadást. 71 éves korában hunyt el tüdőgyulladás következtében.

## Munkássága
Eleinte epikus munkákkal próbálkozott, de sikertelenül; 1889-ben színre került Becsület című darabja zajos sikert aratott és sorra járta a színpadokat. Magyarországon a Népszínház adta elő nagy sikerrel. Ugyancsak nagy színpadi hatása volt Sodoms Ende (1890) című darabjának, amelyben éppúgy mint a későbbiekben, az Otthonban (Stuttgart, 1892) és a Pillangócsatában (uo. 1894) társadalmi kérdéseket feszeget. Az Otthon 1895-ben Párizsban és Londonban is szinre került; a Nemzeti Színházban is műsoron volt, éppúgy mint Sudermann egy másik drámája: a Rejtett boldogság (Glück im Winkel). További színdarabjai: Morituri. Ez össznév alatt három egyfölvonásos színmű rejlik: Teja; Fritzchen és Das ewig Männliche. Drámái és regényei és novellái realisztikusak; lélektani rajzai és természetfestései kitűnők. Novellisztikus művei közül fontosabbak: Im Zwielicht. Zwanglose Geschichten (Berlin, 1885, 15. kiad. Stuttgart, 1894); Geschwister (novellák, Berlin, 1887, 12. kiad. 1894); Frau Sorge (uo. 1886, 26. kiad. 1894); Der Katzensteg (uo. 1889, 21. kiad. Stuttgart, magyarul: Az atyja bűne); Es war (1-15. kiad. Berlin, 1894, magyarul Egyszer volt, ford. Bela Henrik, Budapest, 1896). Ezenkívül más regényeit és novelláit is lefordították magyarra.

## Magyarul megjelent művei
- A kegyenc 1-2.; ford. Tábori Róbertné; Singer-Wolfner, Bp., 1892 (Egyetemes Regénytár VII.)
- A halotti ének; ford. Rexa Dezső; Minta Antiquarium, Bp., 1894
- A malom története. Elbeszélés; Hazánk, Bp., 1894 (Világregénytár)
- A szürke asszony; ford. Hellerné Oláh Margit; Singer-Wolfner, Bp., 1895
- Otthon. Dráma; ford. Márkus Miksa; Vass, Bp., 1898 (Fővárosi színházak műsora)
- Rejtett boldogság. Színmű; ford. Prém József; Franklin, Bp., 1898 (Olcsó Könyvtár)
- A becsület. Színmű; ford. Fáy J. Béla; Vass, Bp., 1899
- A homályban. Elbeszélések; ford. Hann Peppi; Athenaeum, Bp., 1899 k. (A Magyar és Világirodalom Kincsestára)
- Keresztelő János. Szomorújáték; ford. Zoltán Vilmos; Gross, Győr, 1900 (Egyetemes Könyvtár)
- A róka-út. Regény, 1-2.; ford. Kálnoki Izidor; Singer-Wolfner, Bp., 1900 (Egyetemes Regénytár XV.)
- Keresztelő János. Tragédia; ford. Váradi Antal; Franklin, Bp., 1900 (Olcsó Könyvtár)
- Morituri. 1. Teja. Dráma; ford. Makai Emil; Vass, Bp., 1901 (Fővárosi színházak műsora)
- A kívánság. Beszély; ford. Voinovich Géza; Franklin, Bp., 1901 (Olcsó Könyvtár)
- Jolán esküvője. Beszély; ford. Hann Peppi; Franklin, Bp., 1904 (Olcsó Könyvtár)
- Énekek éneke. Regény, 1-2.; ford. Sebestyén Károlyné; Lampel, Bp., 1911
- Egyszer volt...; ford. Béla Henrik; Athenaeum, Bp., 1913
- Csillagok és más elbeszélések; írták: Rovetta Gerolamo et al.; Singer-Wolfner, Bp., 1920 (Egyetemes Regénytár 3. évf.)
- Gond. Regény; ford. Balla Mihály; Nova, Bp., 1927

## Színművei
- Ninive pusztulása, színmű, 5 felv. Bem. 1892. ápr. 2. Népszínház.
- Pillangócsata, vígjáték, 4 felv. Ford. Márkus Miksa. Bem. 1895. szept. 20. Nemzeti Színház. Die Sehmetterlingsschlacht eredeti c. alatt a bécsi Hofburgtheater bem. a Népoperában, 1915. jan. 19-én.
- Rejtett boldogság, színmű 3 felv. Bem. 1896. júl. 10. Nemzeti Színház.
- Morituri, egyfelvonásos. Bem. 1901. márc. 20. uo.
- Éljen az élet, dr. Bem. a berlini Deutsehes Theater a Vígszínházban, 1903. ápr. 25.
- A virágos csónak, színmű, 5 felv. Ford. Prém József. Bem. 1908. jan. 4. Magyar Színház.
- Kő kövek között, dráma, bem. Grasso Giovanni szicíliai társulata uo. 1908. okt. 6.
- Lichtbänder, egyfelvonásos színmű. Bem. a Deutsches Theater együttese a Magyar Színházban, 1909. máj. 2.
- Johannisfeuer, színmű. Bem. a bécsi Hofburgtheater együttese a Budapesti Színházban, 1918. márc. 25.

## Fordítás
- Ez a szócikk részben vagy egészben  a   Hermann Sudermann című német Wikipédia-szócikk fordításán alapul.  Az eredeti cikk szerkesztőit annak laptörténete sorolja fel. Ez a jelzés csupán a megfogalmazás eredetét és a szerzői jogokat jelzi, nem szolgál a cikkben szereplő információk forrásmegjelöléseként.